# 돌아온 래시
돌아온 래시(영어: Lassie Come-Home)는 에릭 나이트가 쓴 소설이다. 저자 에릭 나이트는 토요일 저녁 포스트에서 1938년 12월 17일에 게재된 잡지 이야기 래시의 개 캐릭터로서 나중에 소설로 확장하고, 1940년에 출판된 이야기를 읽는 대중을 소개했다. 1943년에 이 소설은 메트로 골드윈 메이어의 장편 영화 래시 집에 오다에 적용되어 로디 맥도월이 소년 캐라클로우, 팔은 래시로 등장했다. 이 영화는 국립영화등기부에 포함되도록 선정되었다. 돌아온 래시를 리메이크한 래시는 2005년에 출시되었다.

## 등장인물
- 래시
- 조 케라클라프

## 같이 보기
- 래시 집에 오다: 영화